# Беллизоми, Карло
Карло Беллизоми (итал. Carlo Bellisomi; 30 июля 1736, Павия, Миланское герцогство — 9 августа 1808, Чезена, Папская область) — итальянский куриальный кардинал, папский дипломат и доктор обоих прав. Титулярный архиепископ Тианы с 11 сентября 1775 по 14 февраля 1785. Апостольский нунций в Кёльне с 20 сентября 1775 по 7 мая 1785. Апостольский нунций в Португалии с 20 сентября 1775 по 7 мая 1785. Архиепископ-епископ Чезены с 22 сентября 1795 по 27 июня 1800. Кардинал in pectore с 14 февраля 1785 по 21 февраля 1794. Кардинал-священник с 21 февраля 1794, с титулом церкви Санта-Мария-делла-Паче с 18 декабря 1795 по 18 сентября 1807. Кардинал-священник с титулом церкви Санта-Прасседе с 18 сентября 1807.  